# 名鉄竹鼻線
竹鼻線（たけはなせん）は、岐阜県羽島郡笠松町の笠松駅から岐阜県羽島市の江吉良駅までを結ぶ名古屋鉄道（名鉄）の鉄道路線である。
羽島線や各務原線とともに、名鉄では数少ない愛知県を全く通過しない路線である。竹鼻線・羽島線を走る列車も名古屋本線の名鉄岐阜駅へ直通する列車を含めて運転区間が全て岐阜県内のみで完結し、愛知県に乗り入れない。
運賃計算区分はC（運賃計算に用いる距離は営業キロの1.25倍）。全駅でmanacaなどの交通系ICカード全国相互利用サービス対応カードの利用ができる。
なお、『鉄道要覧』による起点は笠松駅で、列車運行および旅客案内、列車番号の設定においては、笠松駅から江吉良駅・新羽島駅へ向かう列車が下り列車で列車番号は本来上り列車に付けられる偶数、笠松駅へ向かう列車が上り列車で列車番号は本来下り列車に付けられる奇数となっている。
本記事では、かつて西笠松駅 - 大須駅間を運営していた竹鼻鉄道（名古屋鉄道に合併）についても述べる。

## 路線データ
- 路線距離（営業キロ）：
  - 笠松駅 - 江吉良駅間 10.3 km
  - 江吉良駅 - 大須駅間 6.7 km （2001年〈平成13年〉廃止）
- 軌間：1,067 mm
- 駅数：9駅（営業区間、起終点駅を含む）
- 複線区間：なし（全線単線）
- 電化区間：全線電化（直流1,500 V）
- 閉塞方式：自動閉塞式[2]
- 保安装置：M式ATS[2]
- 最高速度：90 km/h[2]
- 交換可能駅：西笠松駅、南宿駅、羽島市役所前駅

## 運行形態
羽島線と一体的に運行されている。原則として笠松駅 - 新羽島駅間のみの列車が15分間隔で運行されているが、ごく僅かに名古屋本線に乗り入れて名鉄岐阜駅を発着する列車がある。名鉄岐阜駅発着列車は基本的に名鉄岐阜駅 - 笠松駅間の名古屋本線を急行（途中無停車）として、竹鼻線・羽島線内は普通列車として運行される（平日朝の一部・土休日夜の列車は名古屋本線内も普通列車として運行）。2021年5月22日のダイヤ改正で平日夕方の名鉄岐阜駅発着列車は竹鼻線・羽島線内折り返しに短縮されている。
列車は朝ラッシュ（笠松駅基準で8時台発の新羽島行きまで）と夜（笠松駅基準で21・22時台発の新羽島行き）に4両編成があるほかは基本的に2両編成である。ワンマン運転は行われておらず、全列車に車掌も乗務する。
2023年3月のダイヤ改正で夜間の列車が減便となり、21時台（笠松駅基準）以降は30分間隔での運転となっている。
ほぼすべての列車が新羽島駅まで直通するが、笠松・名鉄岐阜方面からの羽島市役所前駅発着の列車も一部で設定されている。
全線単線であるため、途中、交換可能駅である、西笠松駅、南宿駅、羽島市役所前駅で列車の行き違いを行っている。すべての交換可能駅を使っているため、これ以上運転間隔を短くする事はできない。
竹鼻線および羽島線のダイヤはネットダイヤと言われるダイヤとなっており、各駅の時刻表には毎時間とも同一の分数が記載される時刻の設定がなされることが多い。
交換可能駅である、西笠松駅と南宿駅には分岐器にスプリングポイントが導入されており、列車の進行方向と進入できる番線が左側通行で固定されている。そのため、過去に存在した急行列車の駅通過時においては、駅通過時に左側が分岐側となる場合は分岐器の速度制限を受けてしまうため、低速（25km/h以下）での駅通過を行っていた。
2001年（平成13年）9月30日までは、新岐阜駅（現在の名鉄岐阜駅） - 新羽島駅間に竹鼻線内も急行として運転する列車が設定（停車駅は笠松駅・竹鼻駅・羽島市役所前駅。交換可能駅の西笠松駅と南宿駅で運転停車することもあった）されていたが、翌10月1日の改正で全列車が線内の各駅に停車するようになった。歴史の節の記述のように、同日までは普通列車（大須方面、新羽島方面とも）の約半数が江吉良駅を通過していた。
線内の一部に建築限界を支障する区間があるため、7000系（パノラマカー）の入線が規制されていた。
座席指定制（現在の特別車）の列車は、開業以来、今日まで設定されたことはないが、1991年6月23日に竹鼻線開業70周年の記念列車で1度だけ8800系（パノラマDX）が入線したことがある（団体列車扱い。臨時列車を運行するだけの線路容量がないため定期列車の5300系2両編成の急行に8800系3両編成を増結して運転）。
竹鼻線・羽島線の駅は笠松駅を除き、無人駅である（かつては、西笠松駅・柳津駅・竹鼻駅・羽島市役所前駅・新羽島駅も有人駅だった）。
2011年のダイヤ改正で、朝・昼の列車は名鉄岐阜駅への直通が取りやめられ、この時間帯はすべて笠松駅で折り返しとなった（土休日はほぼ終日。笠松駅が快速特急・特急の基本停車駅となったため）。
名古屋本線とは笠松駅で路線の接続がなされているが、直通列車は路線の構造上、名鉄岐阜駅方面との直通のみが可能で、名鉄名古屋駅方面（および豊橋駅・中部国際空港駅などの方面）への直通はできない。

## 歴史
現在の竹鼻線沿線は、岐阜市への道路のほかは水運しかなく、美濃電気軌道が笠松線（岐阜 - 笠松）の敷設を決定した際、竹ヶ鼻町とその近隣の住民とが竹ヶ鼻への延長を美濃電に要望したが聞き入れられなかったという。笠松線開通により現在の竹鼻線沿線でも敷設の気運が高まり、竹ヶ鼻町の小宮山儀太郎他の有志で竹鼻鉄道が設立された。開業当初は営業成績が低調だったものの次第に好転した。駅は乗客以外にも地元客のサロンのように使われたという。なお竹鼻鉄道は買収も含めバス事業 にも進出したが、後に傘下の墨俣自動車に譲渡し、合併を経て岐阜乗合自動車（岐阜バス）となった。

### 2001年の部分廃止
2001年（平成13年）10月1日に、江吉良駅 - 大須駅間が廃止となり、バス路線へ転換された。同区間廃止に伴い廃止された駅は、牧野駅・長間駅・中区駅・市之枝駅・八神駅・大須駅の6駅である。2000年代に廃止された名鉄の路線では唯一の1500V電化路線である。
この区間は廃止直前の時点では全線単線で列車交換設備がなかった（過去には牧野駅と市之枝駅に存在したが列車本数の削減と共に廃止されていた）。そのため江吉良駅 - 大須駅間が1閉塞として同時に1編成しか入線できなかった。入線した1編成による羽島市役所前駅 - 大須駅間の往復運用を基本とした路線となっており、運行本数も毎時2本と、毎時4本が確保された笠松駅 - 羽島市役所前駅間（当時分岐駅の江吉良駅は約半数の列車が通過）の半数と少なかった。
ホーム有効長は全駅とも2両分しかなかった。しかし、一部の時間帯に設定のあった岐阜方面との直通列車においては4両編成で入線する事があり、その場合は後ろ2両を締切して対応を行っていた。非貫通式の2両編成と2両編成の組み合わせによる4両編成が入線する場合もあったが、その場合も後ろ2両の扉は締切して運行していたため実質的に後ろ2両は利用が出来なくなっていた。なお、終点駅である大須駅も他の駅と同様に2両編成まで対応のホームしか有していなかったが、非貫通式の2両編成と2両編成の組み合わせによる4両編成が入線した場合でも、岐阜寄り2両目の最後尾の扉がギリギリホームへ接する事ができた事から、その扉のみを利用した乗車を行っていた。
部分廃止後は江吉良駅が分岐駅ではなくなり、羽島市役所前駅 - （江吉良駅） - 新羽島駅間で1閉塞となった。江吉良駅の信号機は、部分廃止後もしばらく継続して使用されていたが、江吉良駅 - 羽島市役所前駅間の高架化(県道18号大垣一宮線との立体交差)の工事に伴い部分廃止当時の江吉良駅が解体された際に撤去され、現在の江吉良駅が新設された際に信号機の設置はなされなかった。
また、羽島線の開業から2001年9月30日まで行われていた江吉良駅の特別通過も取り止められ、全ての列車が江吉良駅に停車するようになった。

### 年表
- 1914年（大正3年）6月2日：美濃電気軌道笠松線広江 - 笠松口（初代）間開業。
- 1916年（大正4年）
  - 2月1日：笠松口駅（初代）を笠松駅（初代）に改称。
  - 10月1日：笠松駅（初代）が笠松駅（2代）に移転。
- 1919年（大正8年）
  - 6月24日：竹鼻軽便鉄道に対し鉄道免許状下付（羽島郡笠松町-同郡駒塚村間）[7]
  - 11月14日：竹鼻鉄道株式会社設立[8][9]
- 1921年（大正10年）
  - 6月10日：竹鼻鉄道が美濃電気軌道笠松駅 （3代）移転予定地点に新笠松駅（仮駅）として先行開業させる申請を届出（仮駅使用期限を8月10日までとして、6月16日認可）[10][11]。
  - 6月25日：竹鼻鉄道が新笠松駅（仮駅、初代） - 竹鼻駅（初代）間を開業[12][13]。
  - 8月8日：竹鼻鉄道が仮駅使用期限を9月20日まで延長申請（8月29日認可）[14][15]。
  - 9月21日：笠松駅（2代）が笠松駅（3代）に移転し、美濃電気軌道と竹鼻鉄道の共同使用駅となる[16]。美濃電気軌道笠松線八剣駅 - 笠松駅間に笠松口駅 （2代）開業[17]。
- 1922年（大正11年）11月25日：竹鼻鉄道が新笠松仮駅廃止届を提出（11月29日受理）[18]。
- 1924年（大正13年）3月25日：鉄道免許状下付（羽島郡駒塚村-同郡八神村間）[19]
- 1929年（昭和4年）
  - 2月19日：竹鼻駅（初代）を栄町駅に改称。
  - 4月1日：竹鼻鉄道 栄町駅 - 大須駅間が開業[20]。
- 1930年（昭和5年）
  - 8月20日：名古屋鉄道が美濃電気軌道を合併[21]。新岐阜 - 笠松間は名古屋鉄道笠松線となる。
  - 9月5日：名古屋鉄道が名岐鉄道に社名変更[21]。新岐阜 - 笠松間は名岐鉄道笠松線となる。
- 1935年（昭和10年）
  - 4月29日：名岐鉄道が八剣駅 - 笠松口駅 （2代）間に新笠松駅（2代）開業。笠松線の新岐阜 - 新笠松間は名岐線に編入され、笠松線は新笠松 - 笠松間となる。
  - 8月1日：名岐鉄道が名古屋鉄道に社名変更。新笠松 - 笠松間は名古屋鉄道笠松線となる[22]。
- 1936年（昭和11年）5月：新笠松駅 （2代）を笠松駅 （4代）に、笠松駅 （3代）を西笠松駅に改称。
- 1942年（昭和17年）6月1日：名古屋鉄道が笠松駅（4代） - 西笠松駅間の笠松口駅 （2代）廃止。
- 1943年（昭和18年）3月1日：名古屋鉄道が竹鼻鉄道を吸収合併。笠松駅 - 大須駅間が竹鼻線となる。
- 1944年（昭和19年）：東須賀駅・東柳津駅・門間駅・曲利駅・本覚寺前駅・江吉良駅・長間駅・沖駅・美濃石田駅・正専寺前駅・桑原駅休止。
- 1947年（昭和22年）頃：長間駅の営業を再開。
- 1951年（昭和26年）1月1日：栄町駅を竹鼻駅（3代）に、竹鼻駅（2代）を西竹鼻駅に改称。
- 1953年（昭和28年）2月1日：西柳津駅を柳津駅に改称。
- 1954年（昭和29年）：大須駅移転[23]。
- 1959年（昭和34年）4月1日：西竹鼻駅を羽島駅に改称。
- 1962年（昭和37年）6月10日：架線電圧を600Vから1500Vに昇圧。
- 1969年（昭和44年）4月5日：休止中の東須賀駅・東柳津駅・門間駅・曲利駅・本覚寺前駅・沖駅・美濃石田駅・正専寺前駅・桑原駅廃止。
- 1982年（昭和57年）12月11日：羽島線（羽島新線）開通に伴い、羽島駅を羽島市役所前駅に改称し、新線の分岐駅となる江吉良駅の営業を再開。同時に実施のダイヤ改正で急行運転を開始（急行停車駅：笠松駅・竹鼻駅・羽島市役所前駅）。
- 2001年（平成13年）10月1日：江吉良駅 - 大須駅間が廃止、羽島市代替バスに転換（ダイヤは毎時2本を維持）。同時に実施のダイヤ改正で急行運転が消滅。
- 2005年（平成17年）8月1日：羽島市役所前駅 - 江吉良駅が高架化。
- 2007年（平成19年）12月14日：駅の移転が決まっている柳津駅をのぞいた全駅にトランパスを導入[24]。
- 2008年（平成20年）6月29日：柳津駅を西笠松駅方に移設、同時に同駅にトランパスを導入。また全駅に乗車券確認システムを導入。
- 2011年（平成23年）2月11日：ICカード乗車券「manaca」が導入・利用開始。
- 2021年（令和3年）5月22日：平日夕方以降の名古屋本線名鉄岐阜方面との直通運転を取り止め。名鉄岐阜駅への直通列車は早朝と最終列車のみになる。

## 竹鼻鉄道の車両
- デ1形（1-4）1921年名古屋電車製の木製単車（定員42人）。合併してからも番号はかわらず、2・3は熊本電鉄に1・4は野上電気鉄道へ売却された。（形式図[25]）
- デ5形（5-8）1928年名古屋電車製の木製単車（定員40人）。合併してのち5・7は松本電鉄へ売却。6・8はモ80（80・81）に改番しそのまま竹鼻線で使用されていた。

他に半鋼製ボギー電動車を注文していたが完成した時には名鉄に買収されておりモ770形(初代)となった。

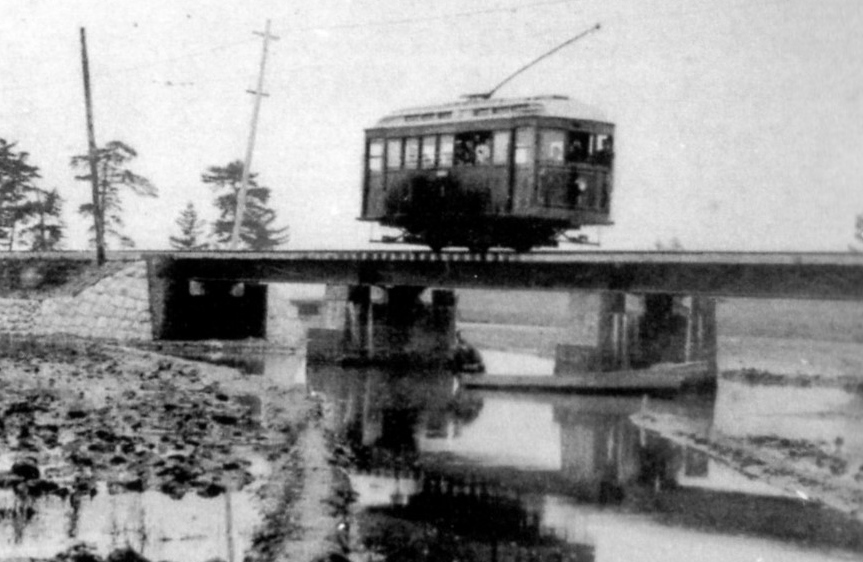
デ1形
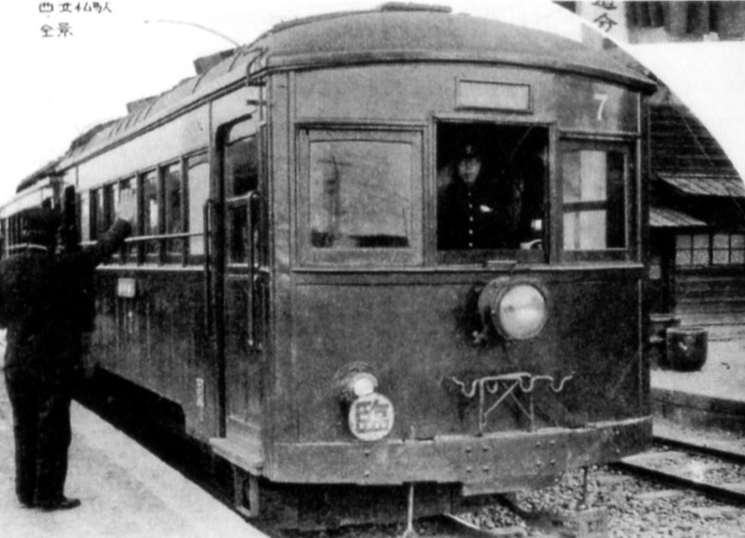
デ5形

## 駅一覧
全駅岐阜県内に所在。普通列車のみ運行。全列車、各駅に停車。
凡例
線路 … ｜：単線区間 ◇：単線区間の交換可能駅

### 営業区間
| 駅番号                        | 駅名           | 駅間キロ | 営業キロ | 接続路線                                   | 線路 | 所在地        |
| ----------------------------- | -------------- | -------- | -------- | ------------------------------------------ | ---- | ------------- |
| NH56                          | 笠松駅         | -        | 0.0      | 名古屋鉄道：NH 名古屋本線 （一部直通運転） | ｜   | 羽島郡 笠松町 |
| TH01                          | 西笠松駅       | 0.9      | 0.9      |                                            | ◇    | 羽島郡 笠松町 |
| TH02                          | 柳津駅         | 2.0      | 2.9      |                                            | ｜   | 岐阜市        |
| TH03                          | 南宿駅         | 2.3      | 5.2      |                                            | ◇    | 羽島市        |
| TH04                          | 須賀駅         | 0.9      | 6.1      |                                            | ｜   | 羽島市        |
| TH05                          | 不破一色駅     | 0.9      | 7.0      |                                            | ｜   | 羽島市        |
| TH06                          | 竹鼻駅         | 1.6      | 8.6      |                                            | ｜   | 羽島市        |
| TH07                          | 羽島市役所前駅 | 1.0      | 9.6      |                                            | ◇    | 羽島市        |
| TH08                          | 江吉良駅       | 0.7      | 10.3     | 名古屋鉄道：TH 羽島線                      | ｜   | 羽島市        |
| TH 羽島線新羽島駅まで直通運転 |                |          |          |                                            |      |               |

- 2024年3月15日まで柳津駅から南宿駅方面・羽島線各駅の運賃計算の際は、柳津駅 - 南宿駅間の営業キロに2.1を用いていた[26]。
- 柳津駅 - 南宿駅間でも羽島郡笠松町を通過している。

### 廃止区間（2001年10月1日廃止）

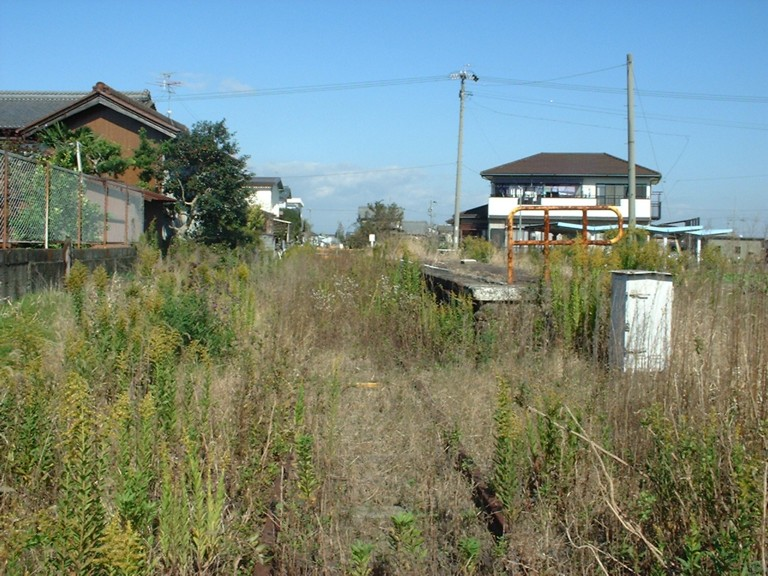
2001年に廃止された市之枝駅の跡

| 駅名                             | 駅間キロ | 営業キロ | 接続路線 | 線路 | 所在地 |
| -------------------------------- | -------- | -------- | -------- | ---- | ------ |
| 竹鼻線羽島市役所前方面に直通運転 |          |          |          |      |        |
| 江吉良駅                         | -        | 10.3     |          | ｜   | 羽島市 |
| 牧野駅                           | 0.6      | 10.9     |          | ｜   | 羽島市 |
| 長間駅                           | 0.6      | 11.5     |          | ｜   | 羽島市 |
| 中区駅                           | 0.7      | 12.2     |          | ｜   | 羽島市 |
| 市之枝駅                         | 1.2      | 13.4     |          | ｜   | 羽島市 |
| 八神駅                           | 2.1      | 15.5     |          | ｜   | 羽島市 |
| 大須駅                           | 1.5      | 17.0     |          | ｜   | 羽島市 |

### 廃駅
- 笠松口駅（笠松駅 - 西笠松駅間） 1942年6月1日廃止。
- 以下の駅はすべて1944年休止、1969年4月5日廃止。
  - 東須賀駅（西笠松駅 - 柳津駅間）
  - 東柳津駅（西笠松駅 - 柳津駅間）
  - 門間駅（柳津駅 - 南宿駅間）
  - 曲利駅（不破一色駅 - 竹鼻駅間）
  - 本覚寺前駅（竹鼻駅 - 羽島市役所前駅間）
  - 沖駅（中区駅 - 市之枝駅間）
  - 美濃石田駅（市之枝駅 - 八神駅間）
  - 正専寺前駅（市之枝駅 - 八神駅間）
  - 桑原駅（八神駅 - 大須駅間）

## 利用状況

### 竹鼻鉄道時代の輸送・収支実績
| 年度 | 輸送人員（人） | 貨物量（トン） | 営業収入（円） | 営業費（円） | 営業益金（円） | その他益金（円） | その他損金（円）              | 支払利子（円） | 政府補助金（円） |
| ---- | -------------- | -------------- | -------------- | ------------ | -------------- | ---------------- | ----------------------------- | -------------- | ---------------- |
| 1921 | 411,954        | 1,961          | 46,599         | 23,506       | 23,093         |                  |                               |                |                  |
| 1922 | 580,774        | 5,676          | 66,683         | 33,522       | 33,161         |                  |                               |                |                  |
| 1923 | 621,414        | 6,420          | 71,286         | 35,069       | 36,217         |                  |                               | 3,337          | 15,886           |
| 1924 | 562,303        | 5,751          | 64,941         | 36,530       | 28,411         |                  |                               | 2,597          | 20,842           |
| 1925 | 574,838        | 6,784          | 67,648         | 38,486       | 29,162         |                  |                               | 2,284          | 20,006           |
| 1926 | 597,467        | 7,860          | 69,071         | 37,247       | 31,824         |                  |                               | 1,632          | 18,597           |
| 1927 | 602,046        | 6,091          | 71,628         | 39,549       | 32,079         |                  |                               | 338            | 20,068           |
| 1928 | 616,902        | 8,195          | 74,379         | 35,545       | 38,834         |                  |                               |                | 15,061           |
| 1929 | 878,029        | 5,945          | 105,767        | 77,493       | 28,274         |                  |                               | 8,546          | 33,265           |
| 1930 | 739,819        | 2,836          | 89,935         | 75,064       | 14,871         |                  | 雑損1,014                     | 5,514          | 66,195           |
| 1931 | 658,001        | 1,622          | 80,918         | 58,149       | 22,769         |                  | 自動車業279                   | 4,933          | 17,869           |
| 1932 | 576,583        | 1,732          | 73,870         | 47,290       | 26,580         |                  | 雑損742自動車業119            | 4,156          | 30,870           |
| 1933 | 588,431        | 1,983          | 77,887         | 50,649       | 27,238         |                  | 自動車5,813雑損償却金1,483    | 701            | 22,957           |
| 1934 | 526,130        | 1,114          | 78,909         | 53,714       | 25,195         |                  | 雑損68自動車業2,836           | 5              | 22,549           |
| 1935 | 580,516        | 430            | 82,733         | 54,048       | 28,685         |                  | 自動車業3,165雑損償却金10,071 | 1              | 22,599           |
| 1936 | 624,933        | 116            | 94,383         | 61,937       | 32,446         | 自動車業5,815    | 雑損20,517                    |                | 21,341           |
| 1937 | 636,530        | 58             | 101,149        | 68,189       | 32,960         |                  | 雑損償却金14,000              |                | 18,476           |
| 1939 | 942,466        | 636            |                |              |                |                  |                               |                |                  |
| 1941 | 1,550,735      | 2,448          |                |              |                |                  |                               |                |                  |

- 鉄道省鉄道統計資料、鉄道統計資料、鉄道統計各年度版

### 駅別乗車人員
各駅の年間乗車人員の推移は以下の通り（柳津駅は不詳、西笠松駅は1997年以降。詳細は各駅を参照）。

## 関連書籍
- 徳田耕一『名鉄の廃線跡を歩く』JTB、2001年。ISBN 4-533-03923-5。